# نادي دومجاله لكرة السلة
نادي دومجاله لكرة السلة هو فريق كرة سلة سلوفيني تأسس في سنة 1949 يقع مقره في دومجاله. ينافس في الدوري السلوفيني لكرة السلة.

## الإنجازات

### الدوري
- الدوري السلوفيني لكرة السلة:

الفوز (2): 2006–07، 2015–16
الوصافة (2): 2007–08، 2008–09

### الكأس
- كأس سلوفينيا لكرة السلة:

الفوز (1): 2007
الوصافة (3): 2008، 2011، 2013
- كأس السوبر السلوفينية لكرة السلة:

الوصافة (3): 2007، 2008، 2016

## وصلات خارجية
- الموقع الرسمي